# Vasili Blücher
Vasili Konstantínovich Blücher (19 de noviembrejul./ 1 de diciembre de 1889greg.-9 de noviembre de 1938) fue un destacado comandante militar soviético, y se encontró entre las víctimas mejor conocidas de la Gran Purga de Stalin a finales de los años 1930. Participó en numerosas operaciones de la guerra civil rusa, y luego en operaciones en el Lejano Oriente soviético. Su apellido también es transcrito como Bliújer.

## Biografía

### Primeros años
Blücher nació cerca de Yaroslavl, en el seno de una familia campesina. A pesar de su apellido alemán, no tenía ninguna herencia alemana; un terrateniente le había puesto ese nombre a la familia de Blücher en el siglo XIX. El apellido se escogió para conmemorar al mariscal prusiano Gebhard Leberecht von Blücher. 
Trabajaba en una fábrica hasta el comienzo de la Primera Guerra Mundial en 1914, cuando ingresó en el ejército imperial como suboficial; luego sirvió como cabo. En la retirada que realizaron las tropas rusas en Polonia (1915) resultó gravemente herido y quedó fuera del Ejército. Se unió a los bolcheviques en 1916 y participó en la Revolución rusa de 1917 en Samara. En noviembre de ese año fue enviado a Cheliábinsk como Comisario de la Guardia Roja para acabar con el movimiento blanco acaudillado por Aleksandr Dútov.

### En el Ejército Rojo
Blücher se unió al Ejército Rojo en 1918, y pronto se convirtió en comandante. Durante la guerra civil rusa, fue uno de los comandantes bolcheviques más destacados. Tras cuarenta días consecutivos de lucha, el ejército de diez mil soldados de Blücher logró marchar mil quinientos kilómetros por la región meridional de los montes Urales y atacar a las fuerzas blancas por la retaguardia en un movimiento inesperado, juntándose entonces con otras unidades del ejército bolchevique. Por ello, Blücher fue el primer galardonado con la Orden de la Bandera Roja.
Después de la guerra civil, se hizo comandante militar de la República del Extremo Oriente o República del Lejano Oriente, incorporando esos territorios en la Unión Soviética entre 1921 y 1923. Sirvió de consejero militar soviético a Chiang Kai-shek en China entre 1924 y 1927, llamándose Galen. Llegó a China en octubre de 1924, para sustituir al anterior asesor militar soviético, que se había ahogado meses antes. Desempeñó un papel destacado en la recuperación de Cantón de manos de los ejércitos de Yunnan y Guangxi, que se habían apoderado de la ciudad mientras las principales fuerzas del Kuomintang se hallaban enfrascadas en la Primera Ofensiva Oriental contra las fuerzas de Chen Jiongming, y que tuvo lugar a comienzos de junio de 1925.
Desde ese puesto, fue uno de los planificadores de la Expedición del Norte que inició la unificación de China bajo el liderazgo del Kuomintang. Entre sus estudiantes estaba Lin Biao, que en el futuro sería un comandante importante del Ejército Popular de Liberación. Chiang permitió a Blücher "escapar" justo después de su purga anticomunista. Al volver a la URSS, se encargó del Distrito militar de Ucrania y en 1929 se encargó del ejército del Extremo Oriente Soviético, que se llamaba Ejército Oriental Especial de la Bandera Roja (OKDVA). 
Blücher estableció en Jabárovsk su cuartel general. En la guerra del ferrocarril oriental chino de 1929, logró derrotar a las unidades chinas de Zhang Xueliang y restablecer la administración conjunta soviético-china sobre el ferrocarril. Por sus servicios prestados hasta entonces, en 1930 fue uno de los primeros comandantes en recibir la Orden de la Bandera Roja. Luego, en 1935 ascendió a Mariscal de la Unión Soviética. 
La importancia de la región militar del Extremo Oriente le concedió a Blücher cierta inmunidad frente a Stalin en el contexto de la Gran Purga entre la oficialidad del Ejército Rojo, al punto que en 1937 Blücher fue uno de los generales que participaron en la acusación contra el mariscal Mijaíl Tujachevski. Entre julio y agosto de 1938, encabezó las fuerzas soviéticas en la batalla del Lago Jasán contra tropas japonesas, en la frontera entre la URSS y la Corea japonesa, pero este triunfo implicó serias pérdidas de hombres y material para el bando soviético. Los soviéticos reafirmaron su poderío militar en la zona, pero las pérdidas entre ambos bandos superaron las dos mil quinientas bajas.

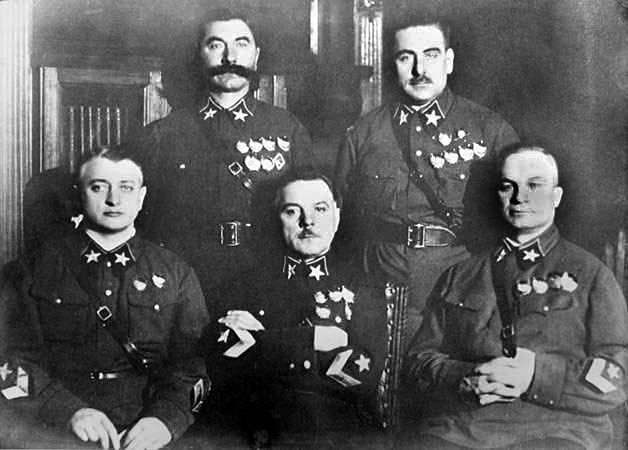
Los cinco primeros mariscales de la URSS (de izqda. a dcha.): Budionni y Blücher (de pie); Tujachevski, Voroshílov y Yegórov (sentados). 1935.

### Caída en desgracia y muerte
Tras la batalla del lago Jasán, Blücher fue destituido por Stalin del mando del Extremo Oriente; poco después, el 22 de octubre de 1938, fue detenido por la NKVD bajo la acusación de haber espiado para los japoneses. No obstante, el desempeño al frente de sus tropas durante los combates en el lago Jasán ya había creado a las primeras dudas, siendo acusado de incompetencia militar. La defección a los japoneses de Guénrij Liushkov, jefe del NKVD en el Extremo Oriente, ayudó mucho a aumentar el clima de sospechas sobre los comandantes soviéticos en la zona. 
Mientras estaba encarcelado en Moscú, Blücher se negó a ser juzgado y formalmente nunca fue sujeto a un proceso. Una vez en prisión fue torturado por la NKVD para arrancarle, en vano, una "confesión" y finalmente murió en la cárcel bajo circunstancias no aclaradas, el 9 de noviembre de 1938. Otros autores argumentan que fue fusilado por órdenes de Stalin. En 1957 fue exonerado por Nikita Jrushchov junto a otras víctimas de las purgas. Blücher sigue siendo un personaje popular en Rusia. Se ha rodado una película documental biográfica y algunos de sus familiares han publicado escritos sobre él.

## Condecoraciones
- Dos Órdenes de Lenin
- Dos Órdenes de la Bandera Roja de la URSS
- Tres Órdenes de la Bandera Roja de la RSFSR
- Medalla del 20.º Aniversario del Ejército Rojo de Obreros y Campesinos
- Orden de la Estrella Roja
- Medalla del 5.º Aniversario de la Cheka-GPU
- Cruz de San Jorge (3.ª y 4.ª clase)